# Crenidorsum differens
Crenidorsum differens là một loài côn trùng cánh nửa trong họ Aleyrodidae, phân họ Aleyrodinae.
Crenidorsum differens được Russell miêu tả khoa học đầu tiên năm 1945.